# Державний кордон Танзанії

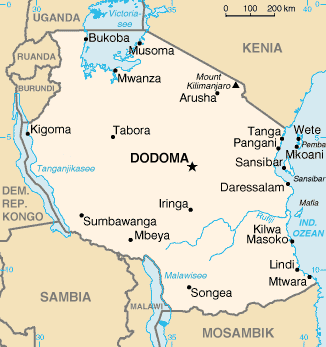
Карта Танзанії

Державний кордон Танзанії — державний кордон, лінія на поверхні Землі та вертикальна поверхня, що проходить по цій лінії, що визначають межі державного суверенітету Танзанії над власними територією, водами, природними ресурсами в них і повітряним простором над ними.

## Сухопутний кордон
Загальна довжина кордону —  4161 км. Танзанія межує з 8 державами. Уся територія країни суцільна, тобто анклавів чи ексклавів не існує.
Ділянки державного кордону
| Держава          | Ділянка         | Довжина (км) | Прикордонні регіони | Примітки |
| ---------------- | --------------- | ------------ | ------------------- | -------- |
| Бурунді          | північний захід | 589          |                     |          |
| Республіка Конго | захід           | 479          |                     |          |
| Кенія            | північ          | 775          |                     |          |
| Малаві           | південний захід | 512          |                     |          |
| Мозамбік         | південь         | 840          |                     |          |
| Руанда           | північний захід | 222          |                     |          |
| Уганда           | північ          | 391          |                     |          |
| Замбія           | південний захід | 353          |                     |          |

## Морські кордони
Танзанія на сході омивається водами Атлантичного океану. Загальна довжина морського узбережжя 1424 км. Згідно з Конвенцією Організації Об'єднаних Націй з морського права (UNCLOS) 1982 року, протяжність територіальних вод країни встановлено в 12 морських миль (22,2 км). Виключна економічна зона встановлена на відстань 200 морських миль (370,4 км) від узбережжя.